# Gemeiner Kurznasenflughund
Der Gemeine Kurznasenflughund (Cynopterus brachyotis) ist eine Art der Flughunde aus der Gattung Cynopterus. Er ist über ein großes Gebiet in Südasien und Südostasien vom äußersten Süden der Volksrepublik China über das südostasiatische Festland bis auf die Inseln des Malaiischen Archipels sowie im Süden Indiens und auf Sri Lanka verbreitet.

## Merkmale
Der Gemeine Kurznasenflughund erreicht eine Kopf-Rumpf-Länge von etwa 7,0 bis 8,4 Zentimetern, der Schwanz wird etwa 9 bis 12 Millimeter lang. Die Ohrlänge beträgt 13 bis 18 Millimeter, die Hinterfußlänge 13 bis 15 Millimeter. Der Unterarm hat eine Länge von 54 bis 72 Millimetern. Das Fell ist hellgrau bis dunkel- oder glänzend braun. Ausgewachsene Tiere können orangefarbene oder gelbe Bereiche an der Kehle und den Schultern haben. Das untere Drittel der Ohren ist deutlich behaart, die Ränder der Ohren sind blass bis weißlich. Die Finger sind weißlich und stehen im Kontrast zu den dunkelbraunen Flughäuten.
Die Art entspricht in ihrem Aussehen dem Indischen Kurznasenflughund (Cynopterus sphinx) und wird häufig mit dieser verwechselt, sie ist jedoch etwa kleiner mit kürzeren Ohren und einem etwas blasseren Fell.

## Verbreitung

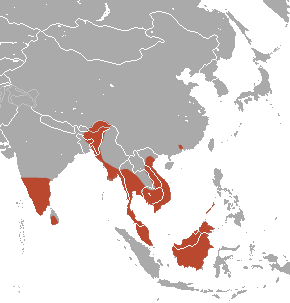
Verbreitungsgebiet des Gemeinen Kurznasenflughunds nach IUCN

Der Gemeine Kurznasenflughund ist über ein großes Gebiet in Südasien und Südostasien vom äußersten Süden der Volksrepublik China über das südostasiatische Festland bis auf die Inseln Malaysias, Indonesiens und der Philippinen sowie im Süden Indiens und auf Sri Lanka verbreitet. In China kommt die Art nur in der Provinz Guangdong im Süden des Landes vor, eventuell dringt sie bis in den Süden von Tibet und Yunnan vor. In Indien kommt die Art in den Regionen Gujarat, Karnataka, Kerala, Madhya Pradesh, Maharashtra, Meghalaya, Odisha, Uttar Pradesh und Westbengalen vor. Das südöstliche Verbreitungsgebiet reicht vom Osten von Bangladesch nach Südostasien, wo die Art im südlichen Myanmar, Thailand, Laos, Vietnam, Kambodscha (nur bestätigt um Phnom Penh) und der malaiischen Halbinsel vorkommt. Von hier aus reicht die Verbreitung zudem auf die Inseln Sumatra, Java, Borneo, Sulawesi und Timor sowie die Talaudinseln und Ternate. Darüber hinaus wird eine Verbreitung auf Palawan angenommen, die jedoch wissenschaftlich nicht bestätigt ist. Auch auf den zu Indien gehörenden Andamanen und den Nikobaren kommt der Flughund vor.

## Lebensweise

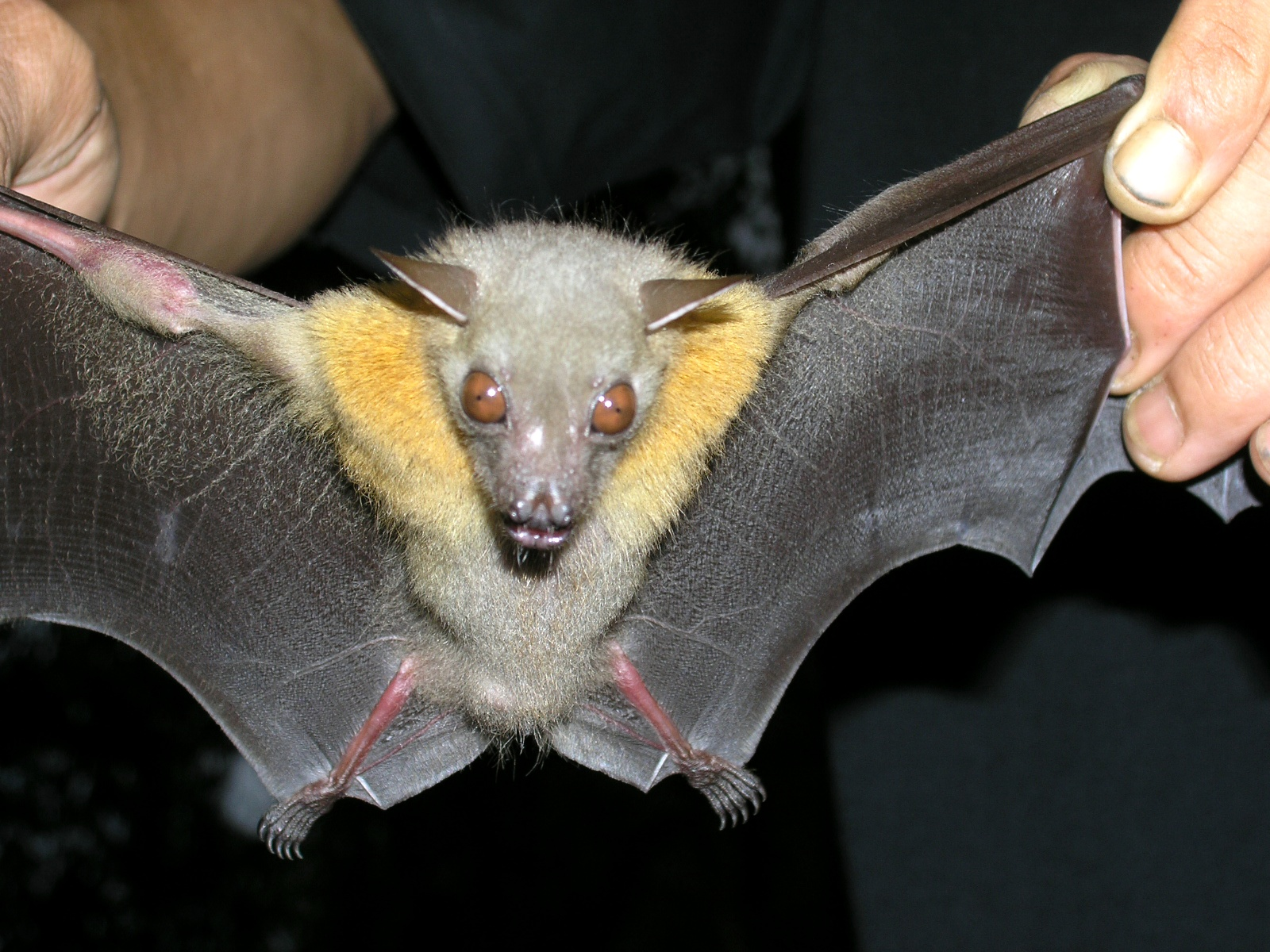
Gemeiner Kurznasenflughund auf den Philippinen

Der Gemeine Kurznasenflughund kommt sowohl in Waldgebieten wie auch im Bereich landwirtschaftlicher Flächen und in der Nähe von menschlichen Ansiedlungen und Ortschaften vor. Er lebt in Paaren oder in kleinen Kolonien im Blätterdach von Bäumen oder in nicht ganz dunklen Höhlenbereichen. Wie andere Flughunde ernährt er sich vor allem von Früchten, Nektar und Pollen sowie anderen Pflanzenteilen, wobei Nahrungspflanzen aus mehr als zehn verschiedenen Pflanzenfamilien dokumentiert sind. Bei Untersuchungen von Tieren in Malaysia wurden insgesamt Früchte von 54 Pflanzenarten, Blätter von 14 Arten und Blüten von vier Arten festgestellt. Dabei stellten Feigen (Ficus spp.) über das gesamte Jahr die Hauptnahrungsquelle der Tiere dar. Aufgrund der Vielfalt der Pflanzen, deren Früchte er frisst, wird der Gemeine Kurznasenflughund entsprechend als wichtiger Verbreiter von Pflanzensamen und damit als Ausbreitungsfaktor dieser Pflanzen betrachtet. Markierte Tiere haben einen Radius von 0,3 bis 1,3 Kilometer, die Bestandsdichte beträgt etwa 0,2 bis 0,3 Tiere pro Hektar.
Die Weibchen sind wahrscheinlich polyöstrisch, haben also mehrfach im Jahr einen Sexualzyklus, und gebären zwei Mal im Jahr je ein Jungtier. Die Tragzeit beträgt dabei 3,5 bis 4 Monate, die Laktation sechs bis acht Wochen bis zur Entwöhnung. Die Lebensdauer in der Wildnis ist mit fünf Jahren dokumentiert, kann jedoch wahrscheinlich auch länger sein.

## Systematik

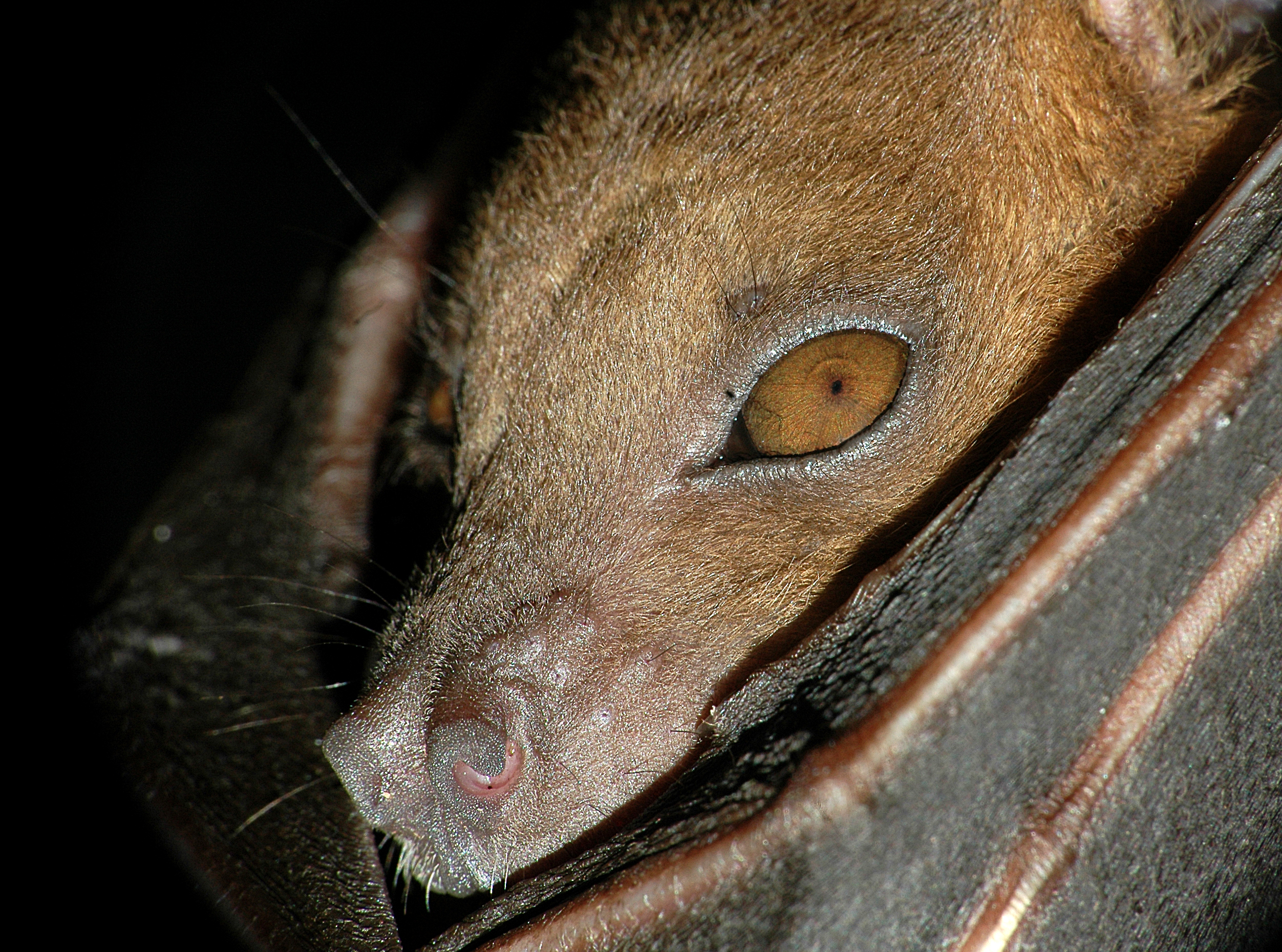
Porträt des Gemeinen Kurznasenflughunds

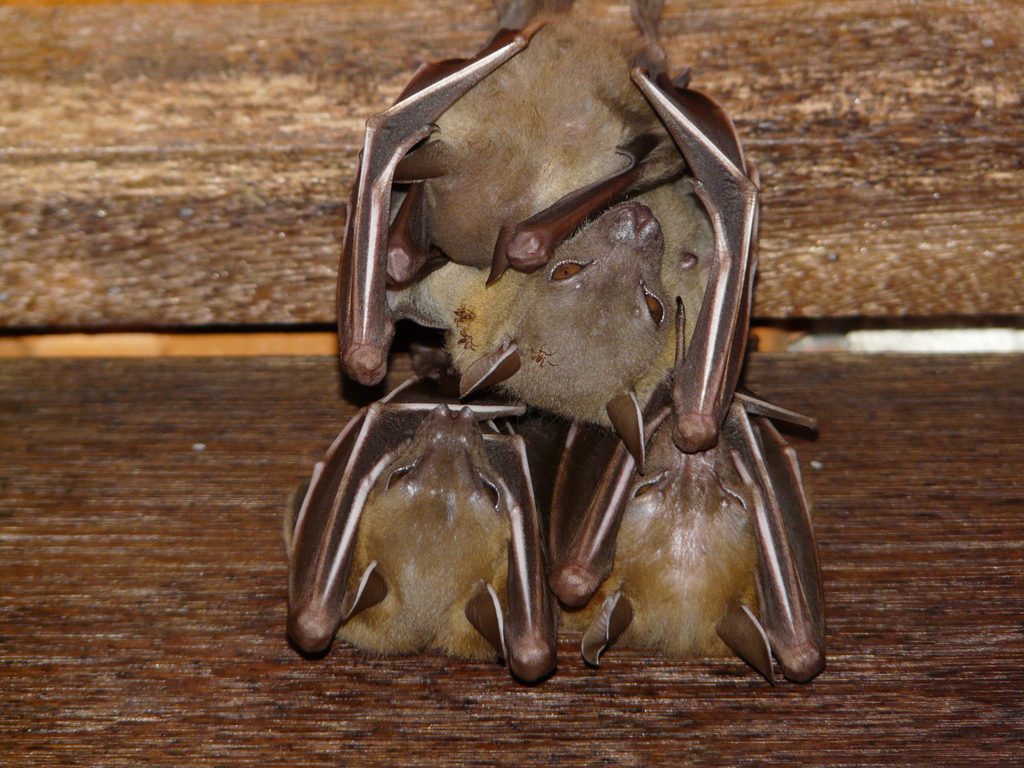
Drei Tiere im Zoo in Singapur

Der Gemeine Kurznasenflughund wird als eigenständige Art innerhalb der Gattung Cynopterus eingeordnet, die aus sieben Arten besteht. Die wissenschaftliche Erstbeschreibung stammt von dem Naturforscher Salomon Müller aus dem Jahr 1838, der ihn anhand von Individuen aus dem Gebiet am Dewai auf der Insel Borneo beschrieb.
Innerhalb der Art werden gemeinsam mit der Nominatform acht Unterarten unterschieden:
- Cynopterus brachyotis brachyotis
- Cynopterus brachyotis altitudinis
- Cynopterus brachyotis brachysoma
- Cynopterus brachyotis ceylonensis
- Cynopterus brachyotis concolor
- Cynopterus brachyotis hoffeti
- Cynopterus brachyotis insularum
- Cynopterus brachyotis javanicus

## Gefährdung und Schutz
Konkrete Bestandszahlen für die Art sind nicht bekannt. Für den Nordosten Indiens wird der Bestand als stabil beschrieben, jedoch ist die Art hier seltener als der Indische Kurznasenflughund, im Süden des Landes sind die Tiere selten. In Südostasien kommt die Art in den meisten Regionen regelmäßig vor und wird vor allem aus bewohnten und gestörten Lebensräumen dokumentiert, in Thailand und auf der malaiischen Halbinsel ist sie regional selten.
Die Art wird aufgrund des großen Verbreitungsgebietes und der angenommenen großen Bestandszahl von der International Union for Conservation of Nature and Natural Resources (IUCN) als nicht gefährdet (least concern) gelistet. Die Art ist anpassungsfähig an verschiedene Lebensräume und Lebensraumveränderungen. Bestandsgefährdende Risiken sind für die Art nicht vorhanden, lokal ist sie allerdings durch Entwaldungen und Umwandlungen von Waldland in landwirtschaftlich genutzte Flächen betroffen und bedroht.
In der Roten Liste gefährdeter Arten in China wird die Art als gefährdet gelistet.

## Belege
1. 1 2 3 4 5 6 7  Don E. Wilson: Lesser Short-Nosed Fruit Bat. In: Andrew T. Smith, Yan Xie: A Guide to the Mammals of China. Princeton University Press, 2008; S. 329. ISBN 978-0-691-09984-2.
2. 1 2 3 4  Cynopterus brachyotis in der Roten Liste gefährdeter Arten der IUCN 2016.1. Eingestellt von: G. Csorba, S. Bumrungsri, C. Francis, P. Bates, M. Gumal, T. Kingston, S. Molur, C. Srinivasulu, 2008. Abgerufen am 21. August 2016.
3. 1 2  K.H. Tan, A. Zubaid, T. H. Kunz: Food habits of Cynopterus brachyotis (Muller) (Chiroptera: Pteropodidae) in Peninsular Malaysia. Journal of Tropical Ecology 14, 1998; S. 299–307. (Volltext)
4. 1 2  Cynopterus brachyotis. In: Don E. Wilson, DeeAnn M. Reeder (Hrsg.): Mammal Species of the World. A taxonomic and geographic Reference. 2 Bände. 3. Auflage. Johns Hopkins University Press, Baltimore MD 2005, ISBN 0-8018-8221-4.